# Kosovare Asllani
Kosovare Asllani (Kristianstad, Escania, Suecia, 29 de julio de 1989), también conocida como Kosse, es una futbolista sueca que juega como delantera en el A. C. Milan de la Serie A de Italia. Es internacional absoluta con la selección femenina de Suecia.
Es doble medallista olímpica tras conseguir dos platas en los Juegos Olímpicos de 2016 y 2021 en Río de Janeiro y Tokio respectivamente, además de una medalla de bronce en el Mundial de Francia 2019.

## Trayectoria

### Inicios
De ascendencia albano-kosovar, nació en Kristianstad, Suecia, a donde sus padres emigraron. Asllani creció jugando tanto fútbol como hockey sobre hielo, del cual optó por enfocar su talento en el fútbol. A la edad de 15 años, Asllani comenzó su carrera en el Vimmerby IF de la Segunda División sueca. Allí anotó 49 goles en 48 partidos, y se convirtió en un prodigio del fútbol femenino mientras que la exentrenadora Cecilia Wilhelmsson alabó su depurada técnica. Después de recibir ofertas de muchos clubes, Asllani optó por recalar en el Linköpings Fotboll Club de la Primera División en 2007, donde mostró una rápida adaptación.

### Etapa profesional y Estados Unidos
Durante la primera temporada de Asllani, se desprendió rápido del banquillo de suplentes a principio de temporada, lo que la ayudó a establecerse dentro de la Damallsvenskan. La temporada siguiente, Asllani se estableció como titular habitual y fue un miembro cada vez más valioso de la plantilla. En 2009 ayudó al club Linköping a ganar tanto la Svenska Cupen como el primer título de la Damallsvenskan del club. El 4 de diciembre de 2009, el club Chicago Red Stars de la WPS confirmó el traspaso de Asllani del Linköpings FC a modo de préstamo.
Asllani pasó una temporada en la WPS. Se estableció como favorita de los fanes, en la séptima semana de la temporada, Asllani recibió el premio "jugador de la semana" de la WPS tras la derrota del Chicago Red Stars contra el FC Gold Pride. Después de su temporada con las "estrellas rojas", Asllani regresó a Suecia con el Linköping FC.
La presencia de Asllani se impulsó en el Linköping FC, sobre todo en la Liga de Campeones de la UEFA femenina. Anotó goles en contra el Sparta Praha y el Arsenal. Sin embargo, su temporada fue interrumpida por una lesión en el muslo y ella salió del Linköping FC al final de la campaña.
En diciembre de 2011, se mudó a su ciudad natal para jugar con el Kristianstads DFF, el cual había terminado séptimo en la Damallsvenskan del año anterior.

### Sus años dorados en Europa

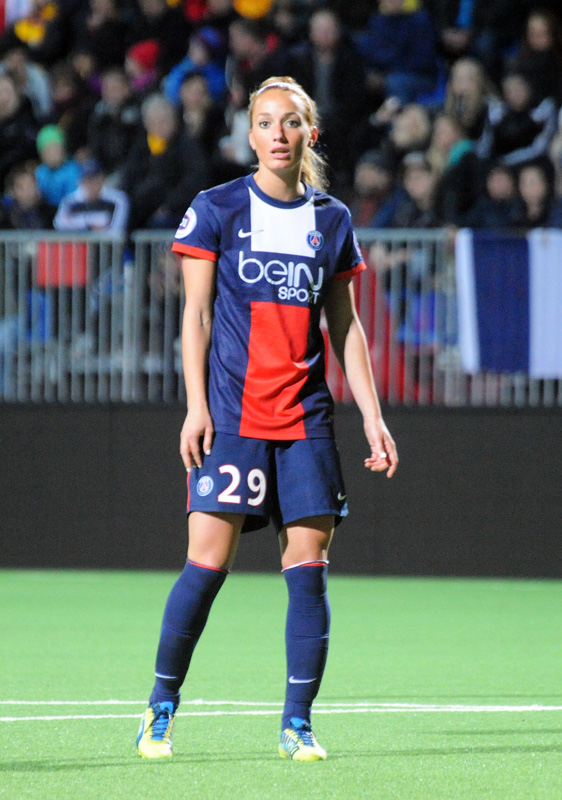
Kosovare Asllani, jugando con el Paris Saint-Germain en 2013.

Cuando Asllani tenía un mes en su contrato con el Kristianstads DFF, el París Saint-Germain intentó ficharla, pero los clubes estaban en disputa sobre el precio de transferencia. En septiembre de 2012, Asllani voló a París y firmó un contrato de dos años con el club,  fue presentada con el París Saint-Germain a los medios de comunicación por el director deportivo, Leonardo, y el jugador Zlatan Ibrahimović, que declaró: "Si esperas ganar, necesitas un delantero sueco." Asllani anotó 17 goles en sus 19 partidos en la temporada 2012-13 de la primera división femenina, donde el PSG terminó en segundo lugar de la tabla de posiciones detrás del Olympique de Lyon.
El 22 de enero de 2016 fichó por el Manchester City Women's Football Club inglés, con quienes consiguió tres títulos, el Campeonato de Liga, la Copa de la Liga y la Copa. Sin llegar a completar su contrato, recaló nuevamente al club donde se formó, el Linköpings F. C., con quien acordó su libertad contractual el 15 de julio de 2019. Debido a su repentina desvinculación del club, diversos medios locales especularon sobre su futuro relacionándola con varios posibles destinos, como el Club Deportivo TACON.
Finalmente, el 18 de julio de 2019 se hizo oficial su traspaso al club español, siendo el primer fichaje del club tras la noticia de que para la temporada 2020-21 este sería absorbido por el Real Madrid Club de Fútbol y crear así su sección femenina de fútbol. Junto a su compatriota Sofia Jakobsson, la paraguaya Jessica Martínez y la mediocampista francesa Aurélie Kaci, mantuvieron al equipo en la zona media de la tabla para finalizar en décimo lugar en la clasificación de la Primera División durante el curso 2019-20, logrando así el objetivo de la permanencia. Fue la segunda máxima anotadora del equipo con cinco goles en dieciocho encuentros, antes de que el campeonato se suspendiera debido a un brote del coronavirus tipo 2 del síndrome respiratorio agudo grave, una pandemia global vírica que llegó a Europa desde Asia. A medida que diferentes países del continente fueron registrando casos de contagio y fallecimientos, los organismos deportivos comenzaron a tomar medidas preventivas para frenar su avance, pero no cesó la preocupación ni los contagios, y se dieron casos en futbolistas y directivos de diversos clubes hasta la cancelación de los campeonatos a la espera de acontecimientos. Finalmente, pese a una aparente mejoría después de meses de confinamiento de la población para frenar los contagios, el gobierno decretó que las competiciones pudieran retomar su actividad, no así las femeninas, que dieron por concluidas sus competiciones sin disputarse la totalidad de los encuentros.

### Real Madrid C. F.
El 1 de julio de 2020 se hizo efectiva de manera oficial la absorción del Club Deportivo TACON por la que se estableció la sección femenina de fútbol del Real Madrid Club de Fútbol, y por el que adaptó su denominación a Real Madrid Club de Fútbol Femenino; compitiendo en la máxima categoría del fútbol español. Días después, el club dio a conocer las futbolistas y cuerpo técnico que conformarían su primera plantilla. Esta estaba compuesta de numerosas jugadoras procedentes del club taconero, entre las que se encontraba Asllani, y a las que se unieron nuevas incorporaciones con el objetivo de convertirse cuanto antes en uno de los equipos referentes del país. El cuerpo técnico lo encabezó David Aznar, quien ya dirigió al C. D. TACON el año del ascenso y durante la pasada campaña.
El 11 de octubre, frente al Valencia Club de Fútbol en la segunda jornada del campeonato, anotó el primer tanto oficial de la historia de la sección madridista, partido que finalizó con un empate 1-1 en la Ciudad Deportiva de Paterna. La sueca cabeceó un centro al área de Kenti Robles para batir a la guardameta rival y que era el momentáneo 0-1 del encuentro. Como referente del ataque madrileño, el 6 de febrero convirtió un hat-trick en 155 segundos en la victoria 3-1 frente al mismo equipo, uno de los tripletes más rápidos en la historia del fútbol. Se convirtió, además, en la primera jugadora en anotar un gol, un doblete y un hat-trick para el club blanco.
Al término del curso se situó como la máxima realizadora del club blanco con 17 tantos en 30 partidos, dieciséis de ellos en liga, que permitieron al equipo finalizar como subcampeón. Gracias al puesto obtenido las madrileñas se clasificaron para la disputa de la fase de clasificación de la Liga de Campeones. Tras el partido de ida —finalizado con empate a un gol y que Asllani no pudo disputar por estar en cuarentena por covid-19—, el trascendental encuentro de vuelta disputado en el Academy Stadium de Mánchester, finalizó con un resultado de 0-1 merced a un tanto de Claudia Zornoza que clasificó al club para disputar la primera fase de grupos de la competición en su historia. Asllani disputó los últimos 5 minutos del encuentro, debutando así con las madrileñas en Europa frente a su exequipo.

## Selección nacional

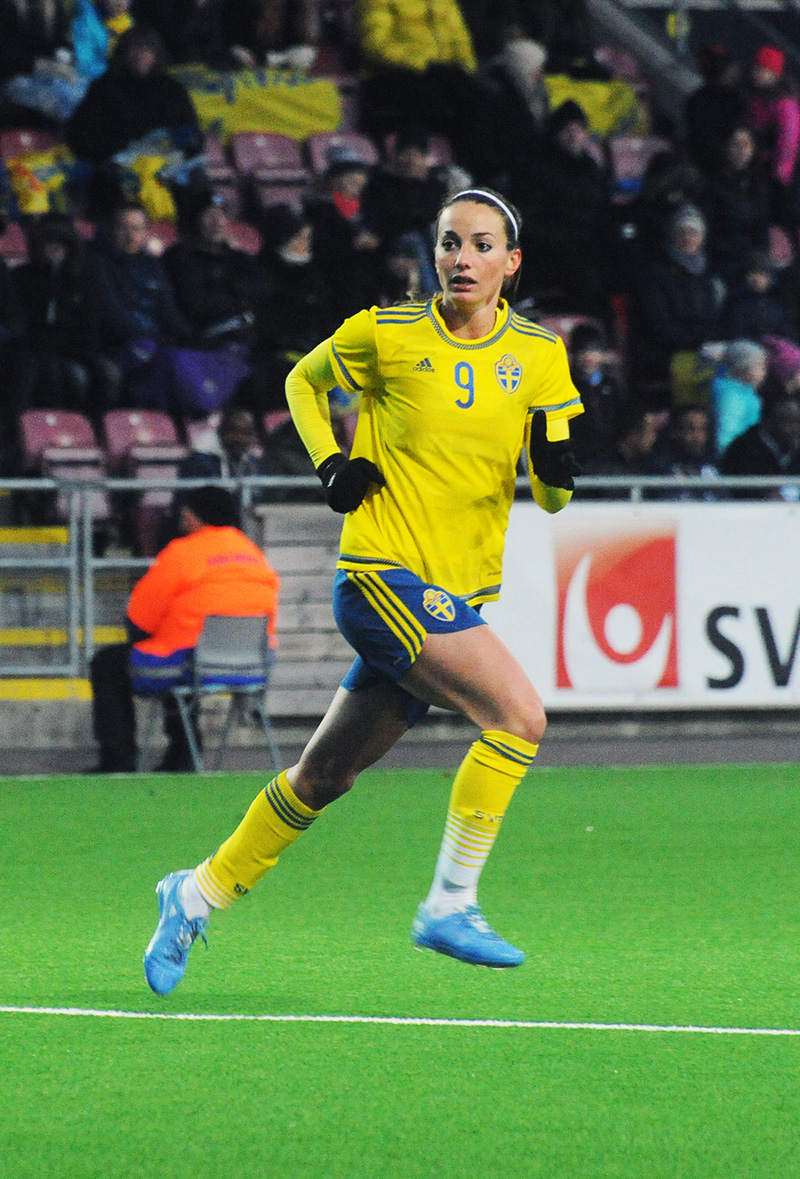
Kosovare Asllani con la en 2015.

En septiembre de 2008, Asllani hizo su debut con la selección sueca contra Rumania y en 2009 fue llamada a representar a Suecia en la Eurocopa Femenina de 2009. Asllani fue un parte importante del equipo nacional durante las rondas de clasificación de la Copa Mundial Femenina de la FIFA 2011, pero el entrenador Thomas Dennerby no la convocó en el equipo que disputaría el Mundial en Alemania. Expertos en fútbol, como la entrenadora sueca de la selección de fútbol femenino estadounidense Pia Sundhage expresaron su sorpresa por la ausencia de Asllani.
Dennerby convocó a Asllani en la selección nacional para disputar partidos de los Juegos Olímpicos de Londres 2012.
Consiguió la medalla de plata en los Juegos Olímpicos de Río de Janeiro 2016, y una medalla de bronce en el Mundial de Francia 2019.

## Estadísticas

### Clubes
Actualizado al último partido disputado el 10 de diciembre de 2022.
| Linköpings F. C.          | 2008          | 1.ª           | 21  | 9   | —  | —  | —  | — | 21  | 9   | 0.43 |
| Linköpings F. C.          | 2009          | 1.ª           | 23  | 12  | 3  | 5  | 3  | 1 | 29  | 18  | 0.62 |
| Chicago Red Stars         | 2010          | 1.ª           | 13  | 2   | —  | —  | —  | — | 13  | 2   | 0.15 |
| Linköpings F. C.          | 2010          | 1.ª           | 7   | 3   | —  | —  | 3  | 3 | 10  | 6   | 0.60 |
| Linköpings F. C.          | 2011          | 1.ª           | 19  | 4   | 4  | 2  | 1  | 1 | 24  | 7   | 0.29 |
| Kristianstads D. F. F.    | 2012          | 1.ª           | 15  | 7   | 3  | 2  | —  | — | 18  | 9   | 0.50 |
| París Saint-Germain F. C. | 2012-13       | 1.ª           | 19  | 17  | 4  | 5  | —  | — | 23  | 22  | 0.96 |
| París Saint-Germain F. C. | 2013-14       | 1.ª           | 17  | 7   | 1  | —  | 2  | — | 20  | 7   | 0.35 |
| París Saint-Germain F. C. | 2014-15       | 1.ª           | 17  | 13  | 3  | —  | 9  | 1 | 29  | 14  | 0.48 |
| París Saint-Germain F. C. | 2015-16       | 1.ª           | 6   | 2   | —  | —  | —  | — | 6   | 2   | 0.33 |
| París Saint-Germain F. C. | Total club.   | Total club.   | 59  | 39  | 8  | 5  | 11 | 1 | 78  | 45  | 0.58 |
| Manchester City F. C.     | 2015-16       | 1.ª           | 11  | 1   | 3  | —  | —  | — | 14  | 1   | 0.07 |
| Manchester City F. C.     | 2016-17       | 1.ª           | 4   | 1   | —  | —  | 8  | 1 | 12  | 2   | 0.17 |
| Manchester City F. C.     | Total club    | Total club    | 15  | 2   | 3  | 0  | 8  | 1 | 26  | 3   | 0.12 |
| Linköpings F. C.          | 2016-17       | 1.ª           | 9   | —   | 1  | —  | —  | — | 10  | 0   | 0    |
| Linköpings F. C.          | 2017-18       | 1.ª           | 18  | 9   | 5  | 2  | 6  | — | 29  | 11  | 0.38 |
| Linköpings F. C.          | 2018-19       | 1.ª           | 6   | 1   | 3  | 4  | 4  | — | 13  | 5   | 0.38 |
| Linköpings F. C.          | Total club    | Total club    | 103 | 38  | 16 | 13 | 17 | 5 | 136 | 56  | 0.41 |
| C. D. TACON               | 2019-20       | 1.ª           | 16  | 5   | 1  | —  | —  | — | 17  | 5   | 0.29 |
| Real Madrid C. F.         | 2020-21       | 1.ª           | 29  | 16  | 1  | 1  | —  | — | 30  | 17  | 0.57 |
| Real Madrid C. F.         | 2021-22       | 1.ª           | 17  | 3   | 1  | 1  | 3  | 2 | 21  | 6   | 0.29 |
| Real Madrid C. F.         | Total club    | Total club    | 46  | 19  | 2  | 2  | 3  | 2 | 51  | 23  | 0.45 |
| A. C. Milan               | 2022-23       | 1.ª           | 11  | 7   | —  | —  | —  | — | 11  | 7   | 0    |
| Total carrera             | Total carrera | Total carrera | 278 | 112 | 33 | 22 | 39 | 9 | 350 | 150 | 0.43 |
| 1. 2. 3.                  |               |               |     |     |    |    |    |   |     |     |      |

### Tripletes o más
| 1 | 26 de julio de 2009      | Linköpings F. C. - Piteå IF               | Gol · Gol · Gol · Gol | 5 - 1  | Damallsvenskan 2009                         |
| 2 | 14 de octubre de 2012    | Paris Saint-Germain F. C. - Arras FCF     | Gol · Gol · Gol       | 6 - 0  | Division 1 Féminine 2012-13                 |
| 3 | 20 de abril de 2013      | Paris Saint-Germain F. C. - FC Vendenheim | Gol · Gol · Gol · Gol | 11 - 0 | Division 1 Féminine 2012-13                 |
| 4 | 21 de septiembre de 2014 | Paris Saint-Germain F. C. - F. C. Metz    | Gol · Gol · Gol       | 7 - 0  | Division 1 Féminine 2014-15                 |
| 5 | 9 de febrero de 2019     | Jitex BK - Linköpings F. C.               | Gol · Gol · Gol       | 1 - 4  | Copa de Suecia Femenina 2019                |
| 6 | 6 de febrero de 2021     | Real Madrid C. F. - Valencia C. F.        | Gol · Gol · Gol       | 3 - 1  | Primera División Femenina de España 2020-21 |

## Palmarés

### Campeonatos nacionales
| Título                  | Club                | País       | Año  |
| ----------------------- | ------------------- | ---------- | ---- |
| Copa de Suecia          | Linköpings F. C.    | Suecia     | 2008 |
| Damallsvenskan          | Linköpings F. C.    | Suecia     | 2009 |
| Copa de Suecia          | Linköpings F. C.    | Suecia     | 2009 |
| Supercopa de Suecia     | Linköpings F. C.    | Suecia     | 2009 |
| FA Women's Super League | Manchester City WFC | Inglaterra | 2016 |
| FA WSL Continental Cup  | Manchester City WFC | Inglaterra | 2016 |
| Damallsvenskan          | Linköpings F. C.    | Suecia     | 2017 |